# Глемзер, Бернд
Бернд Глемзер (нем. Bernd Glemser; род. 1962, Дюрбхайм, Германия) — немецкий пианист и педагог, ученик известного советского и российского пианиста Виталия Маргулиса.
Обучение игре на фортепиано начал в семилетнем возрасте. Окончил Фрайбургскую высшую школу музыки. Лауреат ряда международных конкурсов (в том числе третья премия Международного конкурса имени Бузони, 1984). В 1989 году Глемзер стал самым молодым профессором в Высшей музыкальной школе Саарбрюкена. С 1996 года преподаёт в Вюрцбургской высшей школе музыки.
Запись второго фортепианного концерта С. В. Рахманинова в исполнении Глемзера была использована режиссёром Сэмом Рейми в экранизации фильма Человек-паук 3: Враг в отражении.